# Diego Pary Rodríguez
Pour les articles homonymes, voir Pary.
Diego Pary Rodríguez, né le 31 mai 1978 à Caiza D (département de Potosí), est un dirigeant indigène, enseignant, homme politique et diplomate quechua bolivien.

## Biographie
Diego Pary a été conseiller auprès de l'Assemblée constituante bolivienne de 2006-2007 et vice-ministre de l'Enseignement supérieur. De 2011 à 2018, il a été ambassadeur de Bolivie auprès de l'Organisation des États américains (OEA)  et ambassadeur adjoint de Bolivie à Trinité-et-Tobago, à la Jamaïque, à la Dominique et aux Bahamas.
De 2018 à 2019, il est chancelier de la Bolivie et dirige le ministère des Affaires étrangères.

### Ministre des Affaires étrangères de la Bolivie
Le 4 septembre 2018, Pary est nommé ministre des Affaires étrangères de la Bolivie, en remplacement de Fernando Huanacuni Mamani. Son mandat prend fin dans la foulée de la crise post-électorale de 2019 et du remplacement du gouvernement Morales par celui de Jeanine Áñez. 

### Ambassadeur à l'ONU
Une fois que son parti, le Mouvement vers le socialisme, est de retour au pouvoir, après une année de présidence intérimaire assumée par Jeanine Áñez, Pary obtient de nouveau des responsabilités importantes. Le ministre des Affaires étrangères, Rogelio Mayta Mayta, au sein du gouvernement de Luis Arce, le nomme ambassadeur de la Bolivie à l'Organisation des Nations unies (ONU), le 24 novembre 2020. 